# 词汇语义学
词汇语义学是语义学的分支领域之一，主要研究词的意义。 包括词义是如何构建的，词在语法系统中是如何工作的，以及词与词是如何互相组合的，还包括词的字面意义和语用之间的关系等等。

语义学研究通常是在词汇和句子两个层面上进行的。在词汇层面上的语义学就是词汇语义学。结构语义学的首要部分就是词汇语义学。在转换语法纳入语义问题以前，语义学基本上一直在词汇层面上研究。

## 词汇语义学的历史
传统词汇学的衰落不可避免，现代词汇学的新兴已成必然。现代词汇学的特征之一就是吸收语义学成果。另一方面，词汇学也促进了语义学。有的语言学家认为，“词汇学对语言语义学进化的影响也许跟哲学的影响一样，也许更大。”（哈扎·库隆，1991） 语言是“词的语言”，词决定着其他语言单位，“是语言的机构中某种中心的东西”。（索绪尔，1916)每一个词都是语言学的微观世界，都是文献、文化的缩影。而词的核心是词义。因此，词义在语义学史中一直处于重要地位。现代语义学有三个阶段：一，研究词义演变，以词义为中心； 二，研究言语交际（双方在语境中的互动机制，理解）和语义结构关系，以词义为基础；三，语义学和语用学互相重叠，离不开词义研究。
20世纪50年代，乌尔曼把语言符号区分为外部方面（能记）和语义方面（所记）；跟这两个方面相对应，产生了词汇形态学和词汇语义学，句法形态学和句法语义学。这样词汇语义学便占有了语言学的近四分之一的天下。词汇语义学，乌尔曼又把它分为共时的和历时的。（阿普列祥，1959） 苏俄的词汇学在语言学中占的地位，比起其他国家，一直比较显赫。
在语义学的影响下，苏俄也较早地产生了词汇语义学。其中的代表作是阿普列祥的《词汇语义学》（莫斯科，1974），库兹涅佐娃的《俄语词汇学》(莫斯科，1989年第2版；中译本据第1版，上海外语教育出版社1988 年)，诺维科夫的《俄语语义学》（莫斯科，1982）。
蒙塔古在1970年前后比较关注词汇语义学，其后继者多伍蒂(1979)在模型语义学基础上建立了一种词汇语义学(word semantics)。
格语法的开创者菲尔墨从1971年起也转向研究词汇语义学，1976年他出版了《词汇语义学的研究课题》。1996年向美国基金会申请基金研究《框架网：基于框架语义学的英语语义词库》，其中主要研究英语5000动词框架。“框架语义学”就是系统描写词义的一种方法，主要描写词义的相似性和差异性。（林杏光，1999：238)英美词汇语义学专著中较有代表性的是克鲁斯的《词汇语义学》（剑桥大学，1986）。此外还有莱文的《词汇语义学评论》（论文集，1985）和兰姆的《词汇学和语义学》（载《今日语言学》，纽约)。以上著作虽然名字不同，但是内容都是用现代语义学的理论方法研究词义等单位及其内容的相互关系，在研究的广度和深度上都比传统语义学（词汇学）大大地前进了。
自从20世纪60年代以来，计算机语料库不断建立发展。在这一大背景下，对词汇的分析、确认、描写，有些语义学家放弃了非语言学标准， 甚至放弃了词汇学视角，转向意义领域一微观语义世界，想要从中发现关联、共生现象，提出假说，建立各种描写模型。（格雷马斯，1966/1999： 201)

## 词汇语义学的特点
语素、词、短语、句子、句群是语义的五种载体，而词是最基本的载体。因此研究词所承载的语义，便成了语义学的中心课题之一。词礼语义学研究的单位有四个：义位、义素、语素义（素义）、义丛（由义位组成，是短语的意义方面)。四个单位中以义位为主，以义位的系统为主不是研究单个的义位。传统词汇学和传统语义学只研究词义。
四种义位的特色理论：义位结构论、义位定性论、义位语用论、义位演变论。
词汇语义学所使用的理论和方法源自现代语义学，如(1)语言之间的义位比较、分类研究，通过比较、分类推进系统研究； (2)在聚合和组合两个坐标上的静态与动态的双向研究； (3)语义场理论，少用内省式实证主义的有限枚举法，多用封闭域的分析方法，建立典型群理论模式； (4)有限度使用分布法、公理法和分解法（语义成分分析法）； (5)注意义位的数学、逻辑式； (6)用演绎法取代归纳法的主导地位（莱昂斯）； (7)定性一定量一定性往复循环的方法； (8)语境理论，语境是求得义位的语流义变和系统演变真值的首要参数； (9)把义位作为人类认知功能或工具的一部分，而不作为自治语言结构的一部分。因此必须在哲学、逻辑学、数学、心理学、人类学、人工智能、认知语言学等多视角下研究义位。